# Galiceno
Le Galiceno (espagnol : Galiceño) est une race de poneys, dont les ancêtres originaires de la Péninsule Ibérique ont gagné les côtes du Mexique à partir du XVIe siècle. Ces chevaux sont introduits aux États-Unis à partir de 1958. 

## Histoire
La tradition locale fait descendre le Galiceno de chevaux amenés d´Espagne au XVIe siècle par les conquistadors, plus précisément des chevaux de Galice (au nord-ouest de l´Espagne) et de poneys Garrano, qui auraient transité par Cuba avant d'être employés par Hernán Cortés lors de la conquête du Mexique,,, . 
Les Mexicains laissent ces chevaux vivre à l´état semi-sauvage, la race évolue par sélection naturelle et élevage sélectif. Elle est notamment présente sur les côtes du Mexique. Ces chevaux sont employés pour tous types de travaux quotidiens.
Le Galiceno est introduit en 1958 (ou 1959) aux États-Unis, et s'y répand rapidement. Une association américaine de race est créée, la Galiceno Horse Breeders Association.

## Description
Le Galiceno est décrit comme un poney dans la base de données DAD-IS, mais il n'en a pas l'apparence physique. Il mesure entre 1,27 m et 1,44 m d'après CAB International, mais dépasserait rarement 1,35 m, d'après Helena Kholová. 
La tête est fine et large entre les deux yeux, avec un bout de nez fin, des oreilles courtes et de grands yeux, rappelant le cheval oriental. L'encolure est légèrement arquée, avec une attache de gorge nette. Le garrot est bien sorti. Le dos est court et droit, la croupe légèrement inclinée. Les membres sont secs et fins.
La couleur de robe est toujours unie. On rencontre des sujets palomino, isabelle et gris. Le Galiceno est capable de parcourir des terrains difficiles toute une journée avec un cavalier sur le dos sans s´épuiser, en se déplaçant à une allure particulière, le running walk. Elle permet de couvrir beaucoup de terrain rapidement, avec fluidité et en douceur.
Le trot est réputé rapide.
Le caractère est réputé doux, ces poneys étant connus pour leur résistance, leur énergie et leur intelligence.

## Utilisations

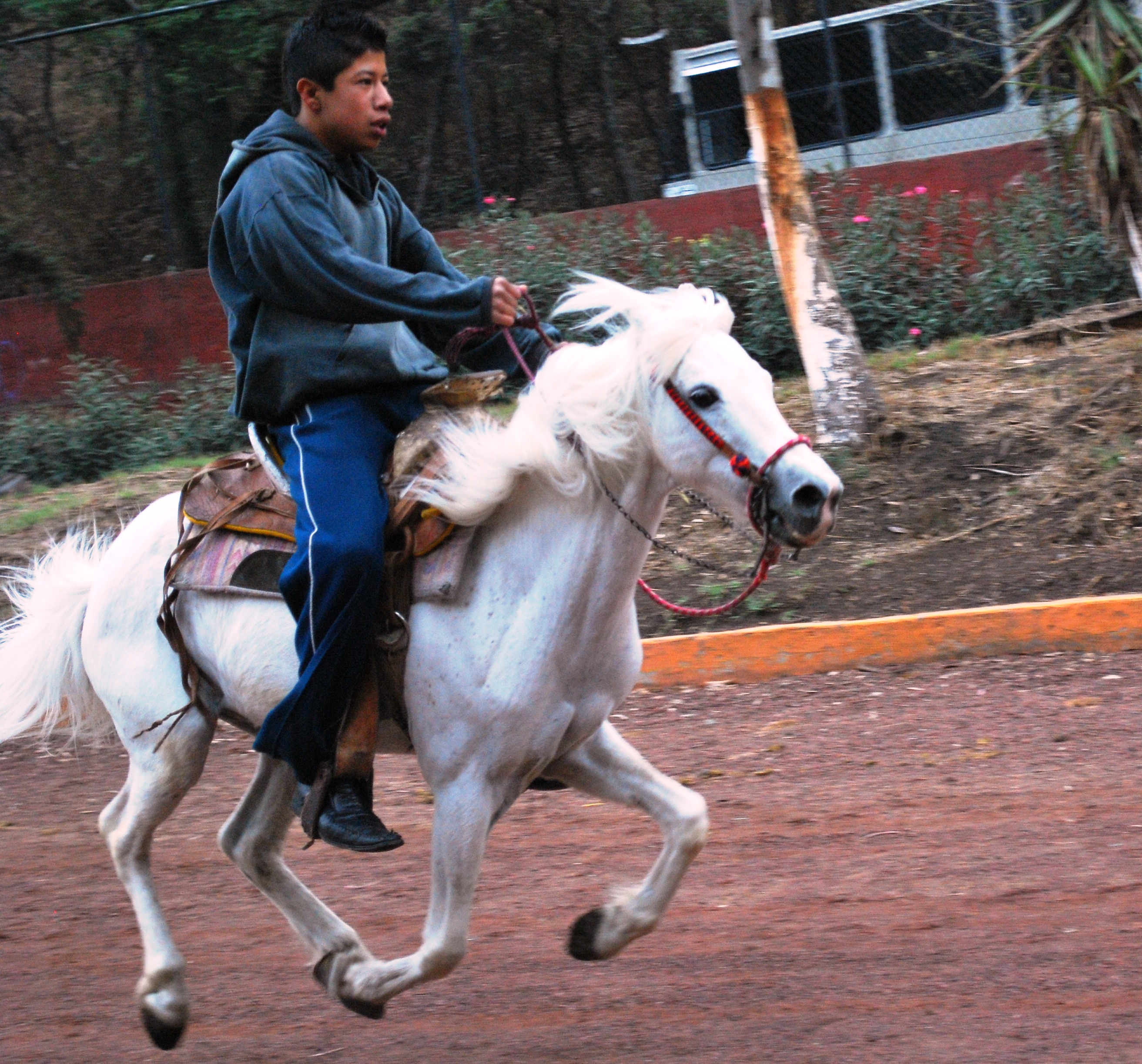
Poney Galiceno monté par un enfant à Mexico

Ces poneys sont employés tant pour la monte qu'à l'attelage. En Amérique du Nord, les Galicenos sont des poneys de selle appréciés des enfants. Ils sont performants dans les compétitions qui leur sont réservées, en particulier en reining et en cutting. Ils sont très prisés pour leur force et leur endurance, et travaillent toujours dans les ranchs.

## Diffusion de l'élevage
C'est une race rare. L'étude menée par l'Université d'Uppsala, publiée en août 2010 pour la FAO, signale le Galiceno sang chaud comme race de chevaux locale d'Amérique latine dont le niveau de menace est inconnu. La base de données DAD-IS n'indique pas non plus de niveau de menace (2018).